# Symploce congoana
Symploce congoana är en kackerlacksart som beskrevs av Pierre Jolivet 1954. Symploce congoana ingår i släktet Symploce och familjen småkackerlackor. Inga underarter finns listade i Catalogue of Life.